# Vrnil se bom
Vrnil se bom je roman srbske pisateljice Jare Ribnikar. Po romanu je bil leta 1957 posnet film z istim naslovom režiserja Jožeta Galeta.

## Zgodba
Branko Medan je podpolkovnik, ki ga je v eni izmed vojaških akcij, v kateri je sodeloval, poškodovala eksplozija bombe in mu iznakazila levo stran obraza, zaradi gangrene pa so mu morali amputirati nogo. Že kot 16 let star fant se je pridružil partizanom in se seznanil s smrtjo, potem ko ga demobilizirajo kot invalida, pa postane znanstvenik in se ukvarja predvsem s proučevanjem smreke, na kateri dela tezo. Je osamljen človek, ki ga vojna zelo prizadene. S prihodom Jane v njegovo življenje ponovno vstopi ljubezen.
Jana je gospodinja, poročena ženska, ki pa je v svojem zakonu nesrečna, saj ta ne temelji na ljubezni. Mlada se je poročila z Ivanom, direktorjem muzeja, ki je kar dvakrat starejši od nje, zgolj zaradi vojne, da sta bila na varnem. Ivan je dobro izkoristil priložnost, saj je Jana prav takrat končala razmerje s svojo prvo ljubeznijo Pavlom. Ta se v romanu pojavi še nekajkrat kot spomin, obžalovanje Jane, da se ni poročila z njim, sedaj pa je prepozno, saj so ga ubili partizani. Odnos med Jano in Ivanom je povsem odtujen. Mož celo posumi, da ima drugega.
V oči ji pade Branko, sosed, ki ga večkrat opazuje skozi okno. Nekega dne ga ogovori in se želi z njim spoprijateljiti. Sam ji ne pusti blizu, čeprav si v sebi želi njene bližine in družbe. Bolj kot se njuno razmerje poglablja, bolj si je Branko želi in ne prenese njenega moža. Ne more je več čakati. Skupaj skleneta, da zbežita. Jana se možu zlaže, da gre na tridnevni izlet na Taro s skupino mladih znanstvenikov, ki preučujejo rastline in drevesa. Pusti ji iti, reče ji naj počne kar hoče in kjer hoče, če je njegova. Nato zaklene vrata sobe in si jo polasti, Jana pa Branku to omeni šele, ko se tretji dan izleta spreta, jabolko spora pa je prav Ivan. Pred vrnitvijo se na železniški postaji dogovorita, da se sestaneta pred kavarno Zagreb. Jana ga čaka, medtem pa si jo ogleduje kosmat človek za sosednjo mizo. Ko gre mimo nje, jo pokliče Žana in se ji zasmeji v obraz. Od tu naprej se Jana ne spomni, kdaj in kako je prišel Branko, kako se je vrinil med njo in kosmatincem, vse se je odvija hitro. Branko in kosmatinec se ruvata, prevrnila sta mizo, Brankov obraz je  okrvavljen, odide, da bi si ga umil. Vrne se popolnoma spremenjen, izvleče revolver in ga šestkrat ustreli.
Za umor mu sodijo in zaslišijo Jano ter ostale priče. V zagovoru ga skuša branilec prikazati kot osebo s psihičnimi težavami, da bi kazen odsedel v umobolnici, čemur pa obtoženec nasprotuje. Hoče, da mu sodijo kot navadnemu zločincu, saj se zaveda, kaj je storil. Vsem pove svojo zgodbo, ki pa se preveč prepleta z zgodbo javnega tožilca Slavka in slednji se tako v svojem zaključnem govoru tega ne more vzdržati.
Tudi on je s šestnajstim letom stopil med partizane, bil je vohun, ustaši so mu zverinsko pobili vse svojce, edina vez na dom pa mu je Petra, ena izmed prič umora v kavarni, kateri so prav tako umorili svojce, sama pa se je uspela rešiti iz goreče hiše, tako da je  skočila skozi okno, prav Slavko pa jo pelje k partizanom, takrat šele dvanajstletno dekle, ki se zaljubi vanj.
Predsednik sodišča pove razsodbo. Branka obsodijo na osem let zapora zaradi umora Jovana Mitroviča. Jana po razsodbi zapusti dvorano, pred tem je Brankovemu odvetniku izročila pismo, v katerem je Branku napisala, da se je ločila in je prosta. Počaka ga zunaj, ne moreta se posloviti, težko prodre do njega. Preden pa odide ji reče : »Čakaj ... Vrnil se bom.«

## Kritika in literarna zgodovina
»Psihološka osnova romana je v celoti dosti čvrsto stkana. Njene niti pa vendarle začno popuščati prav na najzahtevnejšem mestu, v zadnjem delu romana, na sodbi in okoli nje. Ali je mogoče, da se Branko, čeprav ga poznamo kot ponosnega človeka, zavzema za večjo in težjo kazen, kot mu je odmerjena? In njegovo čustvovanje po sodbi, ko naravnost optimistično (ne samo z veliko voljo, da se vrne) gre v ječo, ki mu bo odvzela najboljša leta njegovega življenja? — Podobno je z Jano, ki je za razliko od markantno oblikovanega Branka precej medlo prikazana. Po dvanajstih letih brezskrbnega, a brezizglednega meščanskega življenja in dolgočasja v zakonu (z bovarijevskim filistrom) jo čaka novih osem let otepanja z okolico in težkega pričakovanja Brankove vrnitve. Pisateljičina misel, da bo Jana v osmih letih čakanja družbeno in psihično dozorela, je anahronistična glede na Janin razvoj v romanu. Videz je, da se je pisateljica v zadnjem delu bolj posvetila epizodnim likom in njihovemu psihičnemu doživljanju. [...] V oblikovnem pogledu je roman nedodelan, heterogen, z epizodami, ki so slabo povezane in nimajo prave vloge. Prepletanje sintetične retrospekcije z analitičnim pripovedovanjem je nespretno izvedeno. Organizacija pripovedi pa je spričo psihološke obravnave že sama po sebi zahtevnejša in kompozicijska rešitev odgovornejša.« (Janez Rotar 1961: 942–44)